# دانشگاه لینچبورگ

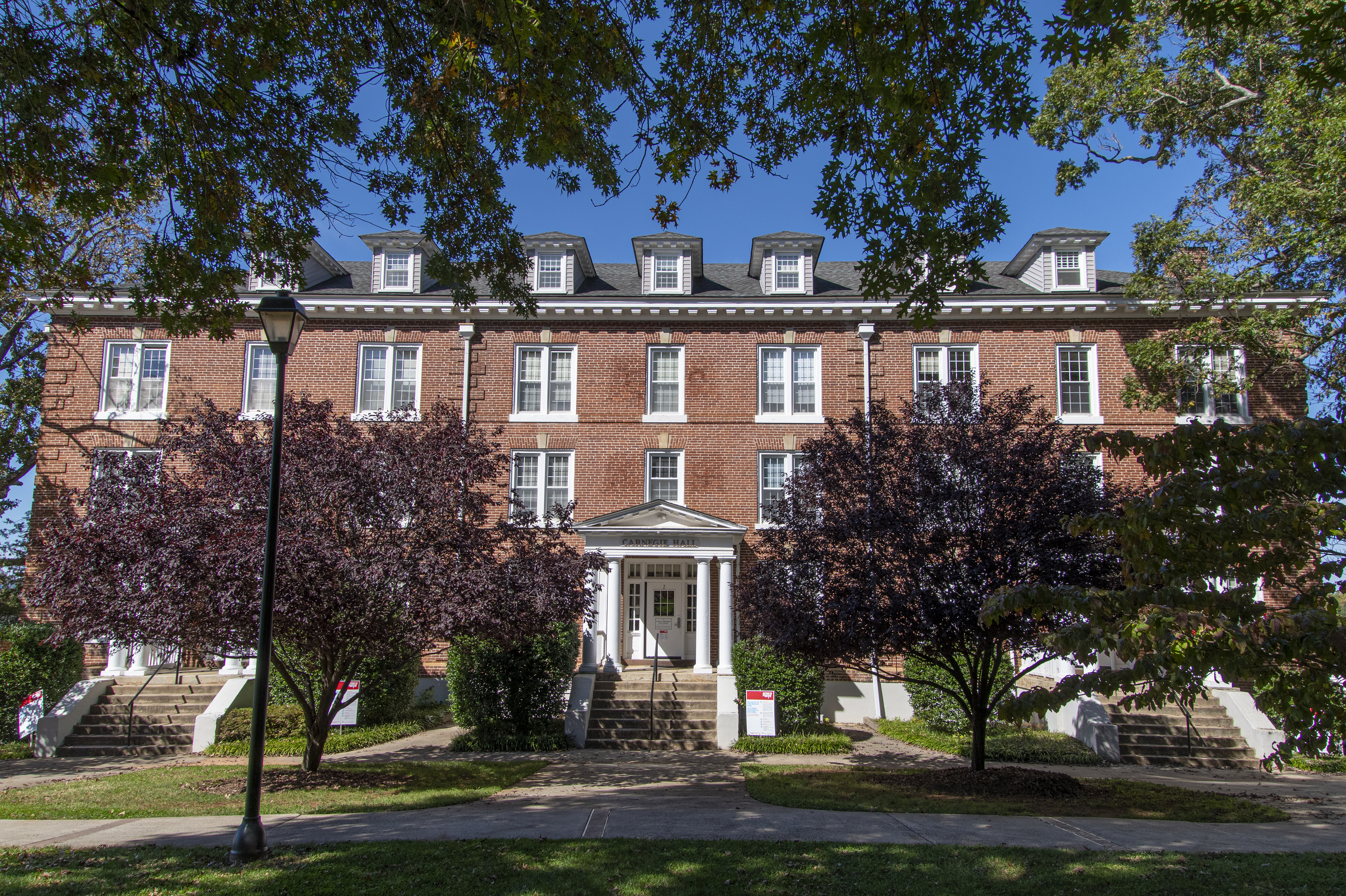

دانشگاه لینچبورگ، کالج سابق لینچبورگ، یک دانشگاه خصوصی مرتبط با کلیسای مسیحی (شاگردان مسیح) است که در لینچبورگ، ویرجینیا واقع شده‌است. تقریباً ۲۸۰۰ دانشجو در مقطع کارشناسی و کارشناسی ارشد دارد. محوطه دانشگاه ۲۶۴ هکتار وسعت دارد. دانشگاه لینچبورگ بیش از ۴۰ باشگاه و سازمان برای دانشجویان دارد که می‌توانند در آنها شرکت کنند. نمونه‌هایی از انواع سازمان عبارتند از: انجمن‌های برادری و باشگاه‌های زنان، دولت دانشجویی، زندگی معنوی، سازمان‌های داوطلبانه، برنامه‌های رهبری و نشریات.

## تاریخچه
دانشگاه لینچبورگ در سال ۱۹۰۳ توسط جوزفوس هاپوود به عنوان کالج مسیحی ویرجینیا، یک مؤسسه منتخب، مستقل، مختلط، و مسکونی، که به کلیسای مسیحی (شاگردان مسیح) وابسته است، تأسیس شد. هاپوود رئیس کالج میلیگان در تنسی بود که گروهی از وزرا و بازرگانان در مورد تأسیس یک کالج در لینچبورگ به او مراجعه کردند.
دانشگاه لینچبورگ اولین مؤسسه ای در ایالات متحده بود که فیزیکدانان و مهندسان هسته ای را برای پروژه ان‌اس ساوانه تحت دستور رئیس‌جمهور آیزنهاور آموزش داد تا به توسعه و بهره‌برداری از اولین کشتی هسته ای جهان کمک کند. این مؤسسه در سال ۱۹۱۹ به‌طور رسمی نام خود را به کالج لینچبورگ تغییر داد، به نقل از حوزه ای که فراتر از ویرجینیا گسترش یافته بود. در جولای ۲۰۱۸، این دانشگاه نام خود را از کالج لینچبورگ به دانشگاه لینچبورگ تغییر داد.